# 9×25 мм Mauser
9×25 мм Mauser (або 9 мм Mauser Export) був набоєм розробленим для військового пістолета Маузер C96 близько 1904 компанією DWM. Пістолети Маузер такого потужного калібру в першу чергу призначалися для експорту  до Африки, Азії та Південної Америки.
Експортні набої Маузера 9 мм вироблялися спеціально для пістолетів та карабінів Маузер зроблених у період з 1904 по 1914 і пізніше приблизно у період з 1930 до 1945 для пістолетів-кулеметів створених під цей калібр.
Основою для розробки став набій 7,63×25 мм Mauser. Довжина гільзи така сам як і у 7,63×25 мм набою, але гільза пряма, а не пляшкоподібна. Дзеркальний зазор по дульце гільзи. Не треба плутати 9 мм набій Mauser з 9×19 мм Парабеллум (9×19mm Luger) або 9×23 мм Штайр.

## Виробництво
Незважаючи на те, що Німеччина не була основним користувачем вогнепальної зброї під набій цього калібру, вона була головним виробником цього набою, як для комерційного експорту та іноземних військових контрактів. Виробництво до Першої світової війни було для пістолетів C96 Mauser, але через загрозу війни, виробництво було переорієнтовано на виробництво офіційних військових набоїв. Попит на ці набої відновився у 1930—ті, через те, що набої використовували у австрійських, угорських та швейцарських пістолетах-кулеметах та автоматичних карабінах. Німецькі компанії з виробництва набоїв DWM, Geco (Gustav Genschow & Co.) та RWS (Rheinische-Westfälische Sprengstoff AG) виробляли цей набій під час Другої світової війни. Багато фабрик з виробництва набоїв у Австрії та Угорщини виробляли ці набої у 1930-ті та 1940-ві роки такими виробниками як Kynoch, Fiocchi, Société Française des Munitions у Парижі, Франція та Greek Powder і Cartridge Co. у Афінах, Греція. У Італії набій виробляли на фабриці Giulio Fiocchi у Лекко, під час та після війни у 1950—х та 1960—х роках для комерційного продажу.

## C96
Пістолети Mauser C96 цього калібру  зазвичай мали фрезерований зубець на верхній поверхні магазинного приймача для досилання прямої гільзи 9×25 мм набою. Нарізка ствола має унікальний крок нарізів 13,8. До того ж пласкі поверхні  навколо камори довщі щоб витримати високий тиск набоїв 9×25 мм. Екземпляри пістолета Mauser C96 під такий калібр дуже рідкісні, але їх досі можна зустріти у приватних колекціях.
У Африці, мисливець В.Д.В. Белл носив пістолет C96 калібру 9 мм Mauser Export як персональну зброю, пістолет має прізвисько "Bom-Bom." Як казав Белл, "дуже сильний постріл" 9 мм Маузер був здатний налякати тубільців і "допомагав тримати їх на відстані чотирьох-п'яти ярдів."

## Mauser C/06-08
Експериментальна модель пістолета Маузера 1906-08 була розроблена саме під цей набій. Ця модель з'явилась через те, що німецька армія виявила більшу зацікавленість пістолетом P-08 Luger ніж C—96. У 1906 Маузер представив модель 1906-08 (або C/06-08) під калібр 9×25 мм Mauser, який мав від'ємний магазин на 6, 10 або 15 набоїв. Цей пістолет був схожий на C—96, з магазином який був розташований перед ударним механізмом, але мав інший фіксатор. Зацікавленими виявили армії Німеччини і Бразилії. Пістолет ніколи не виробляли для цивільного ринку, лише кілька екземплярів збереглися у музеях і приватних колекціях.

## Пістолети-кулемети
Пістолет-кулемет відомий як Steyr—Solothurn S1—100, був переробкою пістолетів—кулеметів MP30 та MP34 компанією Штайр для потреб австрійської армії та поліції і вироблялися до 1940 у декількох калібрах, втому числі і 9×25 мм Mauser. У Греції MP34 під калібр 9×25 мм Mauser використовували для озброєння підрозділів поліції; виробництво боєприпасів було продовжено після німецької окупації.
Steyr—Solothurn S17—100 був пістолетом—кулеметом з вільним затвором під набій калібру 9×25 мм Mauser і мав змогу монтуватися на триногу або автомобіль, але широкого застосування у збройних силах не отримав.
Автоматичні карабіни SIG моделей MKMO, MKMS, MKPO та MKPS випускалися у Швейцарії у період з 1933 до 1942 під набій калібру 9×25 мм Mauser як варіант.
Конструктор Пал Кіралі створив Géppisztoly 39M та 43M під набій калібру 9×25 мм Mauser який виробляли у Данувії в Угорщині з 1939 і до кінця Другої світової війни. Ця зброя залишалася на озброєнні угорських військ до початку 1950—х.

## Перезарядка
Гільзи які можна перезаряджати можна виробляти зменшивши розмір і обрізавши латунну гільзу 9 мм Winchester Magnum.  Також для цього можна використовувати гільзу набою .38 ACP (не .38 Super). Гільзи .38 Super більш вибагливі до спорядження. У 8—му виданні переліку Набоїв Світу вказано, що набій 9 мм Mauser використовує кулю вагою 125 гран з більш важким метальним зарядом з пороху Blue Dot у той час як вага оболонкової кулі .38 Super 124 грани. Складові давніх метальних зарядів більш потужні ніж сучасні, але треба брати до уваги, що не можна перевантажувати заряд для правильної роботи автоматики автоматичної зброї.